# Кишлавська волость
Кишлавська волость — адміністративно-територіальна одиниця Феодосійського повіту Таврійської губернії.
Станом на 1886 рік складалася з 9 поселень, 3 сільських громад. Населення — 3776 особи (1945 чоловічої статі та 1831 — жіночої), 548 дворових господарств.
|                     | Площа, десятин | У тому числі орної, дес. |
| ------------------- | -------------- | ------------------------ |
| Сільських громад    | 2817           | 1271                     |
| Приватної власності | 2588           | 855                      |
| Казенної власності  | —              | —                        |
| Іншої власності     | —              | —                        |
| Загалом             | 5405           | 2126                     |

Поселення волості:
- Кишлав — колонія болгар при річці Мокра Індола за 43 версти від повітового міста, 1215 мешканців, 193 двори, православна церква, школа, лавка, ярмарок, базари.
- Андріївка (Чая) — колонія болгар при річці Карасівка, 473 мешканці, 73 двори, каплиця, школа, лавка.
- Марфівка (Даут-Елі) — колонія болгар, 695 мешканців, 61 двір, православна церква, школа, лавка.
- Старий Крим — колонія болгар при річці Карасівка, 662 мешканці, 105 дворів, школа, лавка.